# Słobódka (Nowa Łuka)
Słobódka – przysiółek wsi Nowa Łuka w Polsce, położony w województwie podlaskim, w powiecie hajnowskim, w gminie Narewka.
W latach 1975–1998 przysiółek administracyjnie należał do województwa białostockiego.
We wrześniu 1941 hitlerowcy wysiedlili mieszkańców do Białegostoku, zrabowali inwentarz żywy i martwy. 
Prawosławni mieszkańcy wsi należą do parafii Świętych Apostołów Piotra i Pawła w Lewkowie Starym.